# Aeroportul Internațional Riga
Aeroportul Internațional Riga (IATA: RIX, ICAO: EVRA) este un aeroport din Mārupe Parish⁠(d), Mārupe Municipality⁠(d), Letonia ce deservește zona Riga. Aeroportul a fost tranzitat în 2022 de 5.380.779 de pasageri. A fost deschis în 1974 și numit după zona deservită.
Situat la o altitudine de 11 m, aeroportul dispune de 1 pistă. Este operat de SJSC Riga International Airport⁠(d).

## Infrastructură

### Piste
Aeroportul dispune de o singură pistă. Pista 18/36 are suprafața de asfalt și dimensiunile 3.200 m × 45 m. 